# 籠

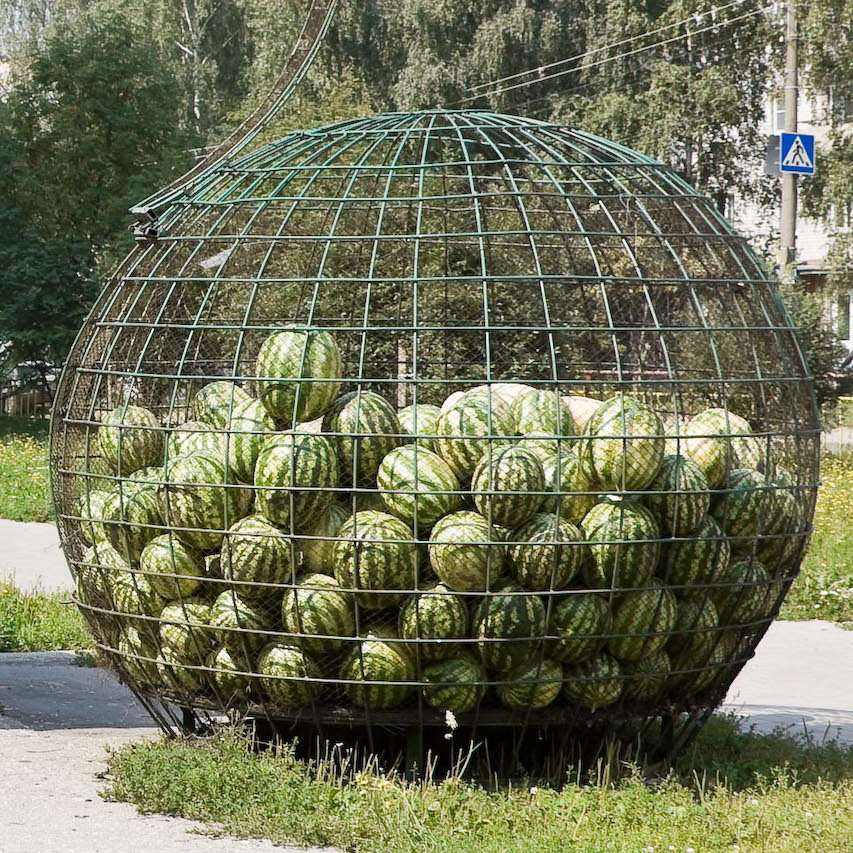
装满了西瓜的笼子，俄罗斯

笼（笼子）是一个由長條物編織而成的封闭容器，通常由网格或栏杆组成，用来限制、包含或保护其中的物体。笼子可以有许多目的，包括捕获动物，圈養动物，以及在動物園展示动物。

## 建造
笼子不能将内容物从外部环境的影响密封地隔离开，这是它的一个最重要的属性。与篮子相比，笼子一般是所有面都关闭的。作为货运的容器，一个开放式的金属箱子可能会被称为笼子。

## 动物笼子

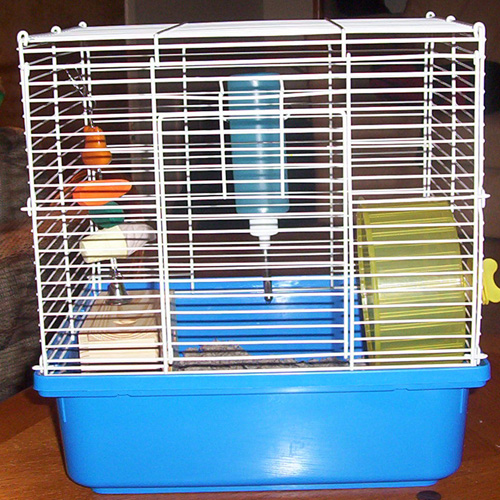
有些笼子是专门为小动物设计的，例如这个仓鼠笼

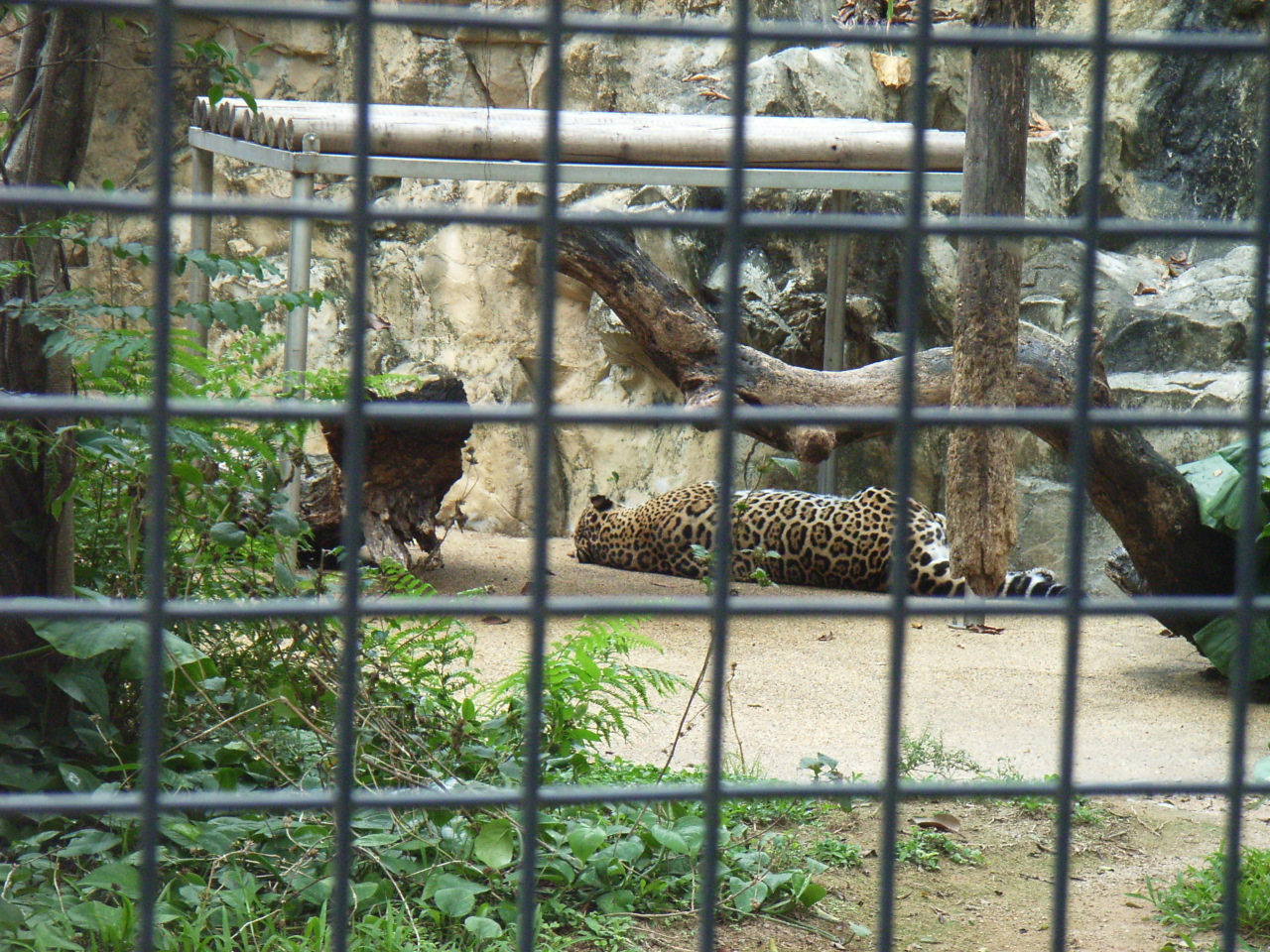
大型的動物籠

笼子经常用来关押和控制动物进行圈养。这种笼子同时也是动物的栖息地，因此其设计不断改进，专门用于特定的某种动物。被抓的鸟类、啮齿类、爬行类，甚至更大的动物有时也被关在笼子里，作为驯化物（此时也称为宠物）。
从上古时代开始，动物笼子就一直是人类文化的一部分。例如，公元前490年的一个古希腊的花瓶上，描绘了一个男孩在他的腿上放着一个可能是驯化了的兔子，背景中有一个打开门的笼子。圣经的《耶利米書》中写道，有一个部落好像“满是鸟的笼子”；《以西結書》中描述了狮的捕获，捕捉者“把它拉到一个笼子里，并把它带到了巴比伦王面前”。
各个国家和地区有不同的关于动物关押的法律，通常要规定对于某动物作运输或养殖用途的笼子或类似设施的最小尺寸。例如，瑞士的法律规定了宠物笼的最小的绝对内部尺寸，但瑞士动物保护组织（PSA）声明，法律规定的尺寸远远没有达到动物的实际需要。因此，在实际操作中，有必要提供更多的活动空间，以确保其中的动物状况良好。
动物保护协会经常会呼吁改善笼装运输条件，以及呼吁禁止排笼养殖，尤其是下蛋的鸡。法律不断地变化，而消费者追求有机食品的观念也会影响养殖方式。

### 俘获
笼子也是捕捉的工具。这是笼子的一个常见的和非法的目的，因为偷猎本身是违法的。这类型的笼子用来捕获动物，或关押它们一段时间。美国总统西奥多·罗斯福曾经使用笼子捕捉了一只熊。

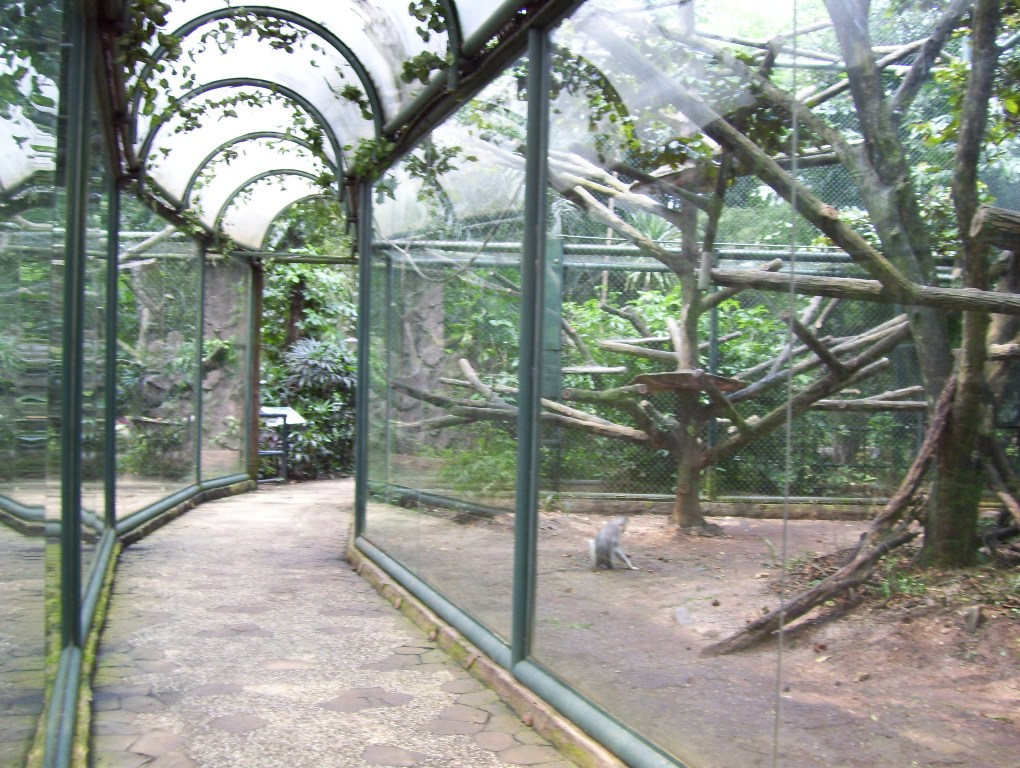
动物园的笼子（铁丝网）
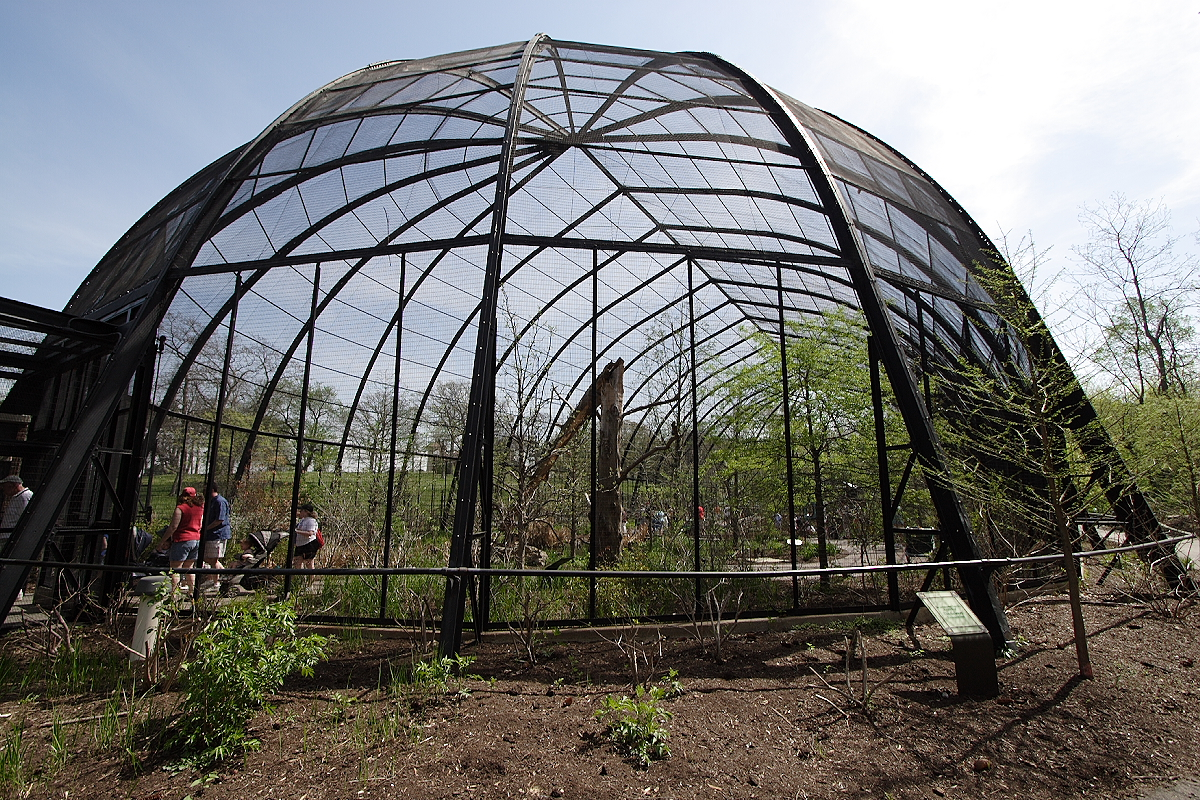
观鸟园
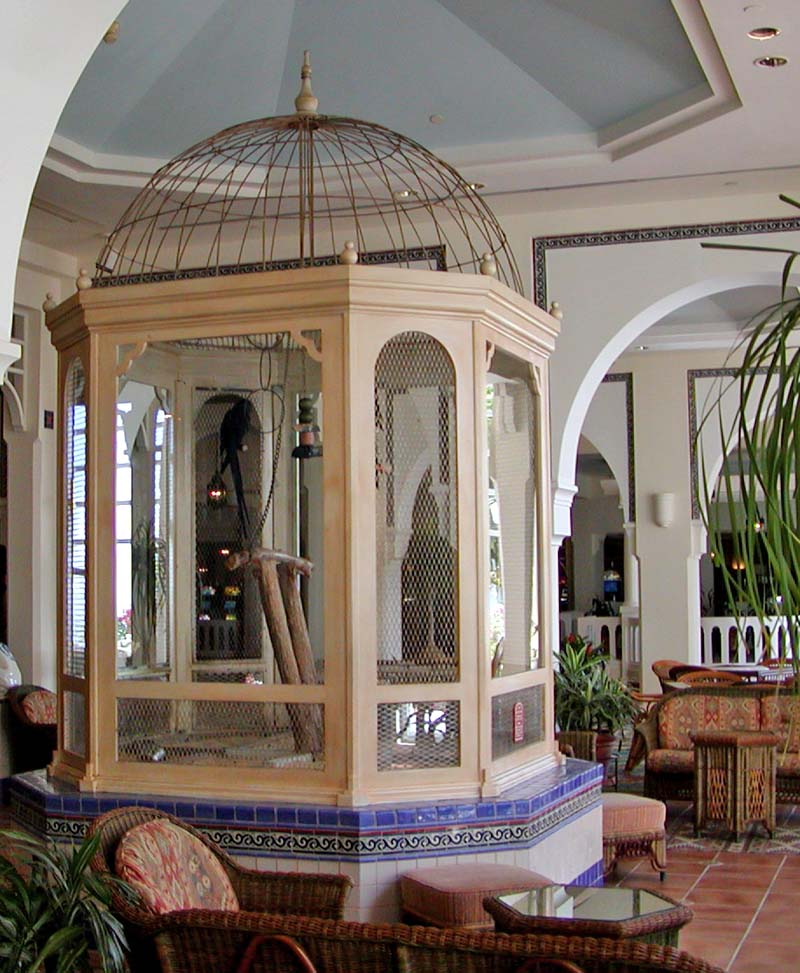
用于装饰的大鸟笼
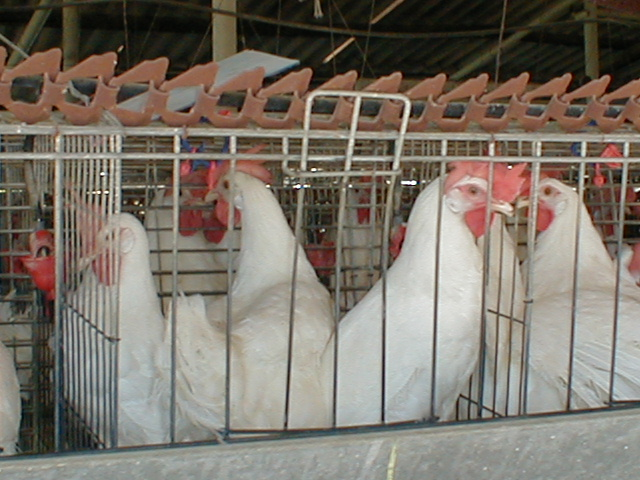
排笼
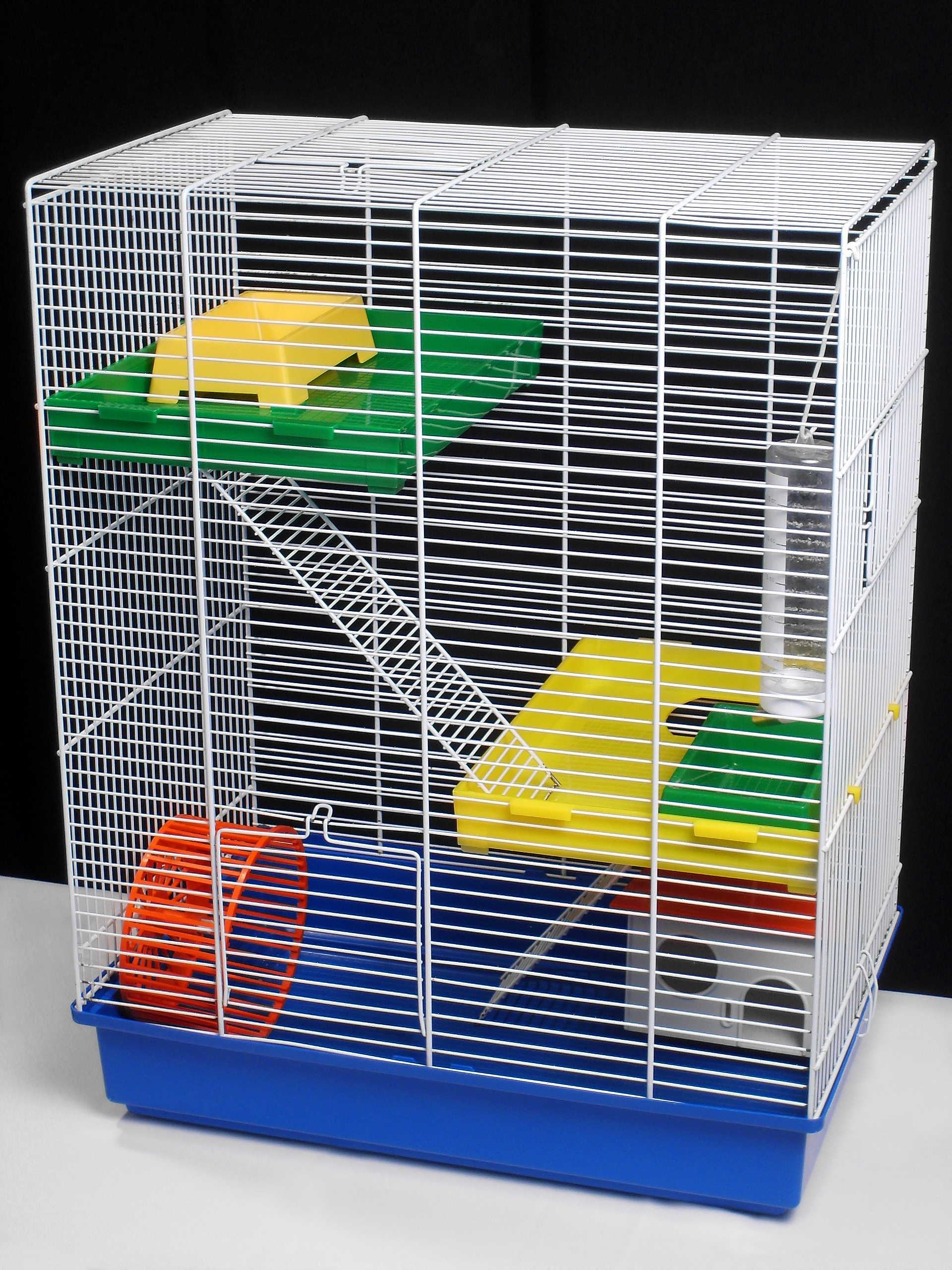
仓鼠笼
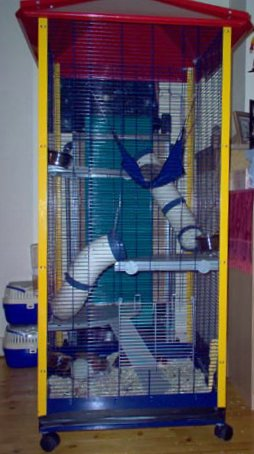
大鼠笼
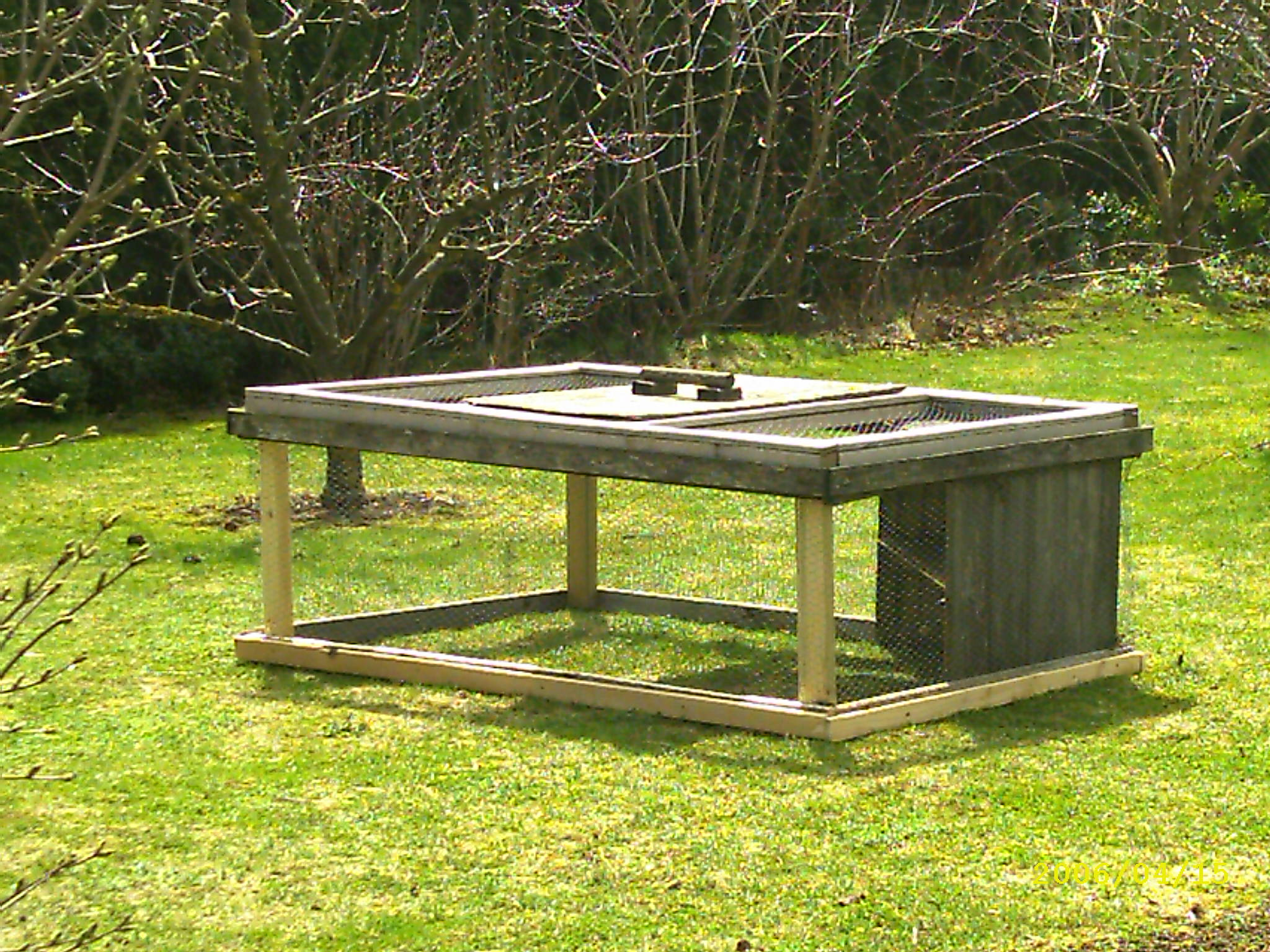
兔笼
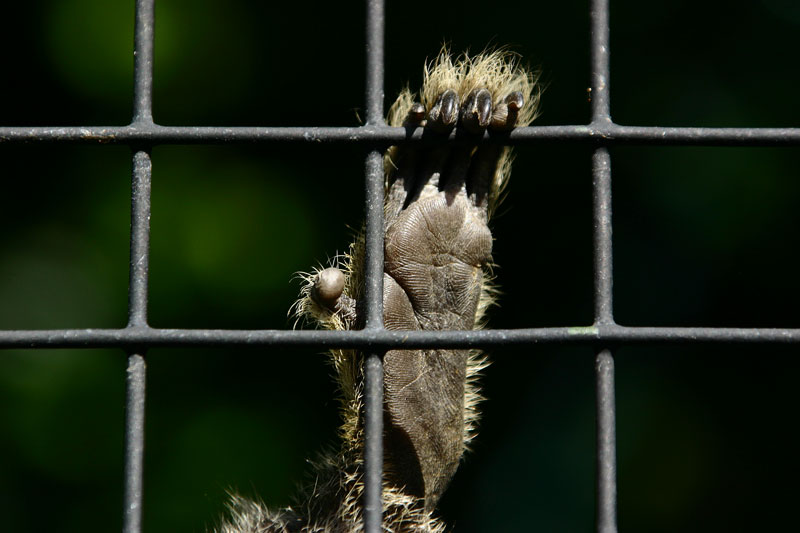
一个蝴蝶园中的笼子，狨猴的手搭在笼子上
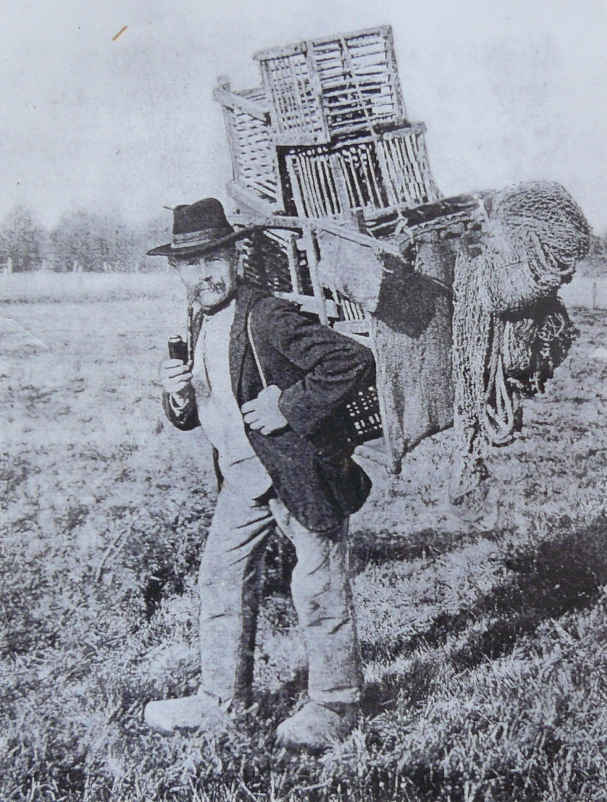
捕鸟笼（19世纪晚期），一种狩獵陷阱
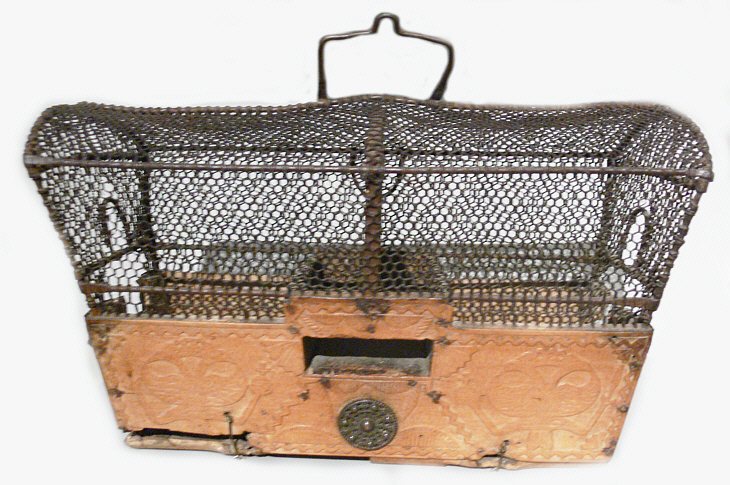
鸟笼（18/19世纪）

## 人的笼子

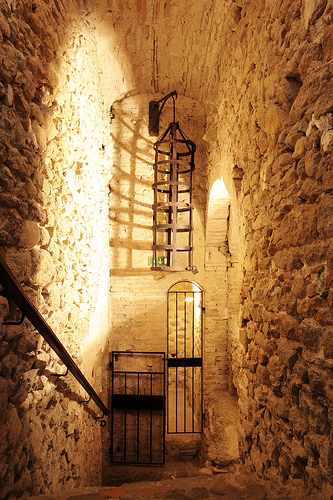
意大利聖列奧城堡的gibbet

### 惩罚
在历史上，囚犯有时会被关在笼子里。在越南战争中，他们被称为“老虎笼”。囚犯有时会被锁链绑着，保持难受的姿势，加剧痛苦。

### 安全
- 防鲨笼，用于保护潜水员
- 安全笼，为了汽车安全
  - 翻车笼，包围着驾驶舱的框架结构

### 娱乐
笼子有时被用于各种形式的娱乐，以创造兴奋，表演者被困在笼子里。例如，笼中舞“是指衣着暴露的女舞者，也许穿着迷你裙或热裤，并（可能）被困在一个挂笼子中”。笼内格斗指两个斗士在一个笼状结构进行打斗（通常是综合格斗）：“让两个斗士困在笼子里，互相狠毒地打斗，而观众为血腥呼喊”。澳大利亚在2014年解除了在这种娱乐行为中使用“笼形物”的禁令。钢铁笼子也是在職業摔角中最早使用的封闭体。第一个“钢铁笼比赛”发生在1937年6月25日，美国乔治亚州亚特兰大。这场比赛在环绕着铁丝网的擂台上举行，以便保持运动员在内，防止任何潜在的观众干涉。

### 住宅
一种以铁笼包围的床位，常见于香港。

## 工程
- 鋼筋笼，用在钢筋混凝土中
- 笼 (轴承)：滚动元件轴承的一个组成部分
- 蛇籠：一个笼子里充满了粗砂砾或岩石，用于土木工程、道路建设、军事用途和景观建设
- 竖井：礦井中类似电梯的设施
- 主机笼：在计算机主机托管中心的类似储物柜的笼子
- 法拉第笼：用于屏蔽外界电场的外壳

## 其他用途
- 击球笼：一个封闭体，用于棒球击球练习
- 水瓶笼：自行车上固定水平的座
- 笼形裙衬
- 笼车：用于运送货物

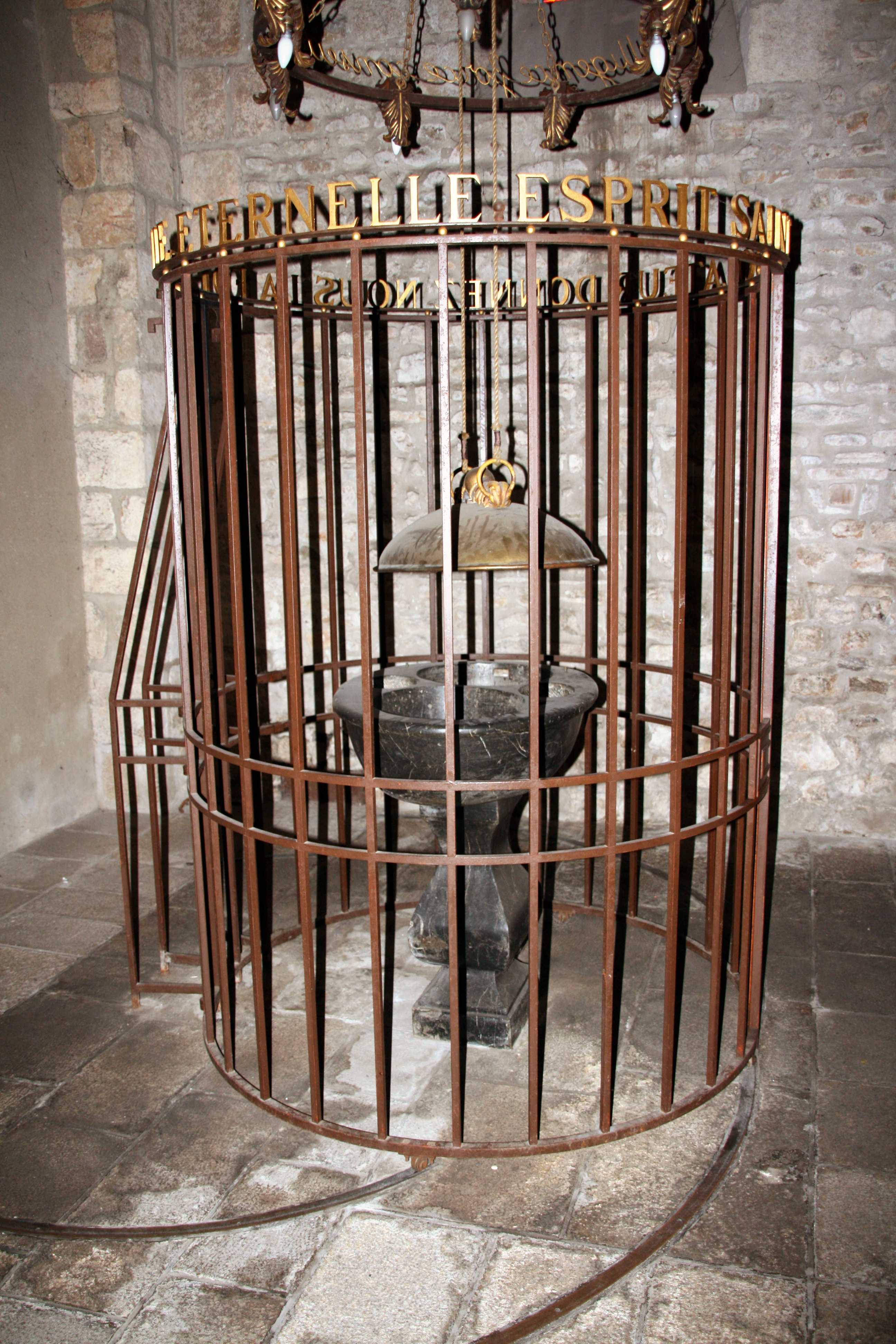
一个領洗池被笼子保护
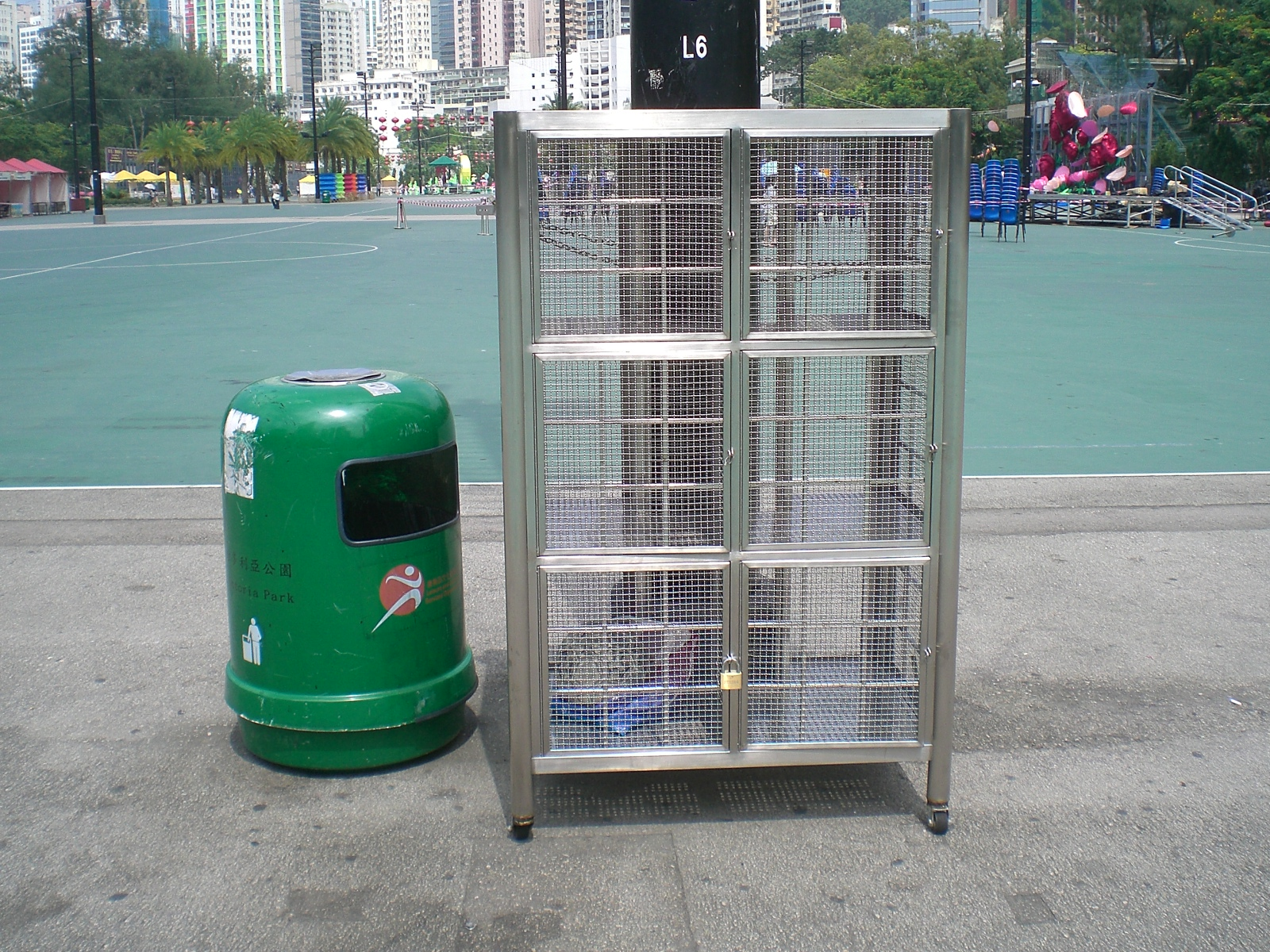
香港维多利亚公园运动场旁的储物柜笼子
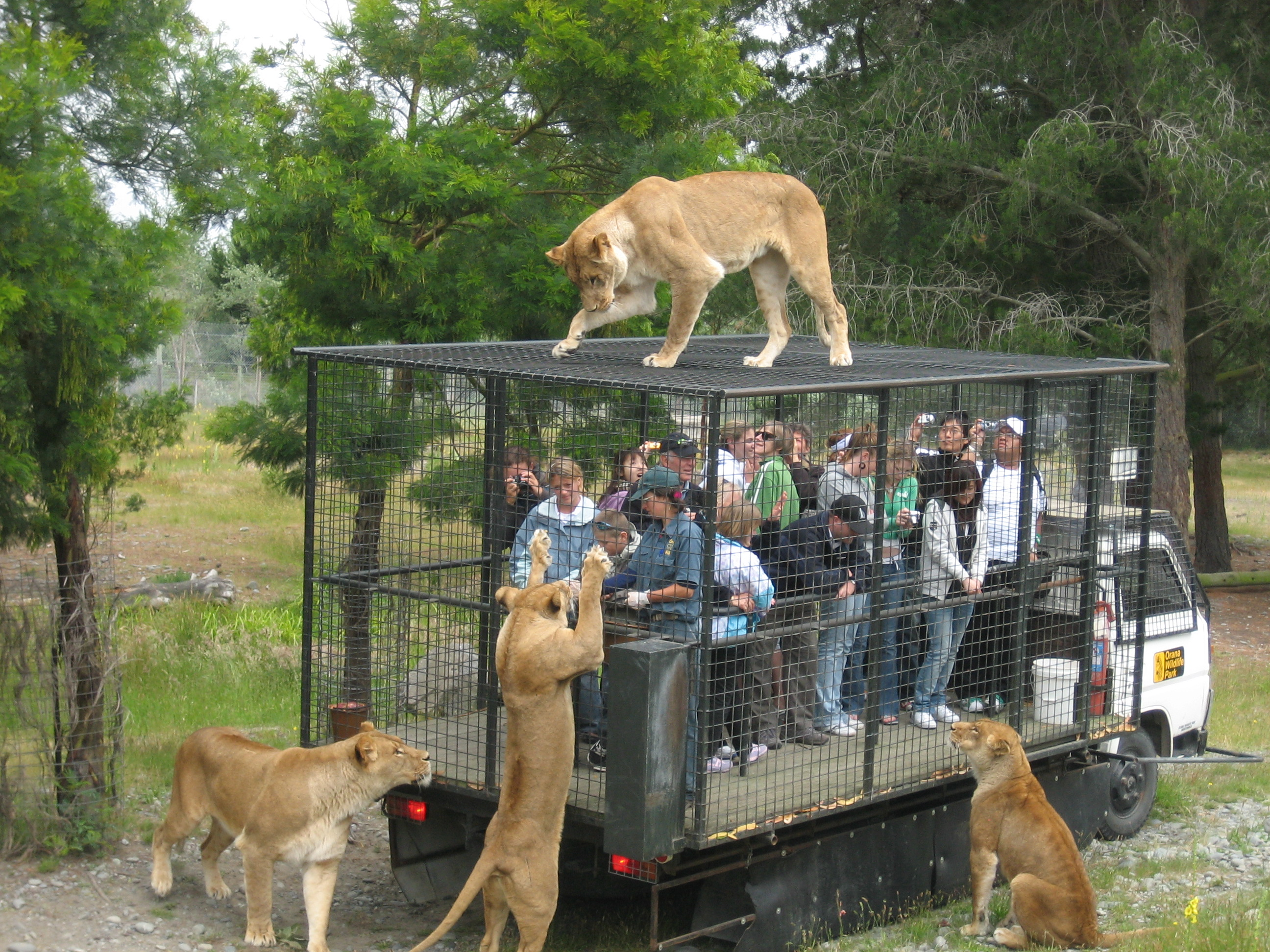
观看狮子用的保护笼
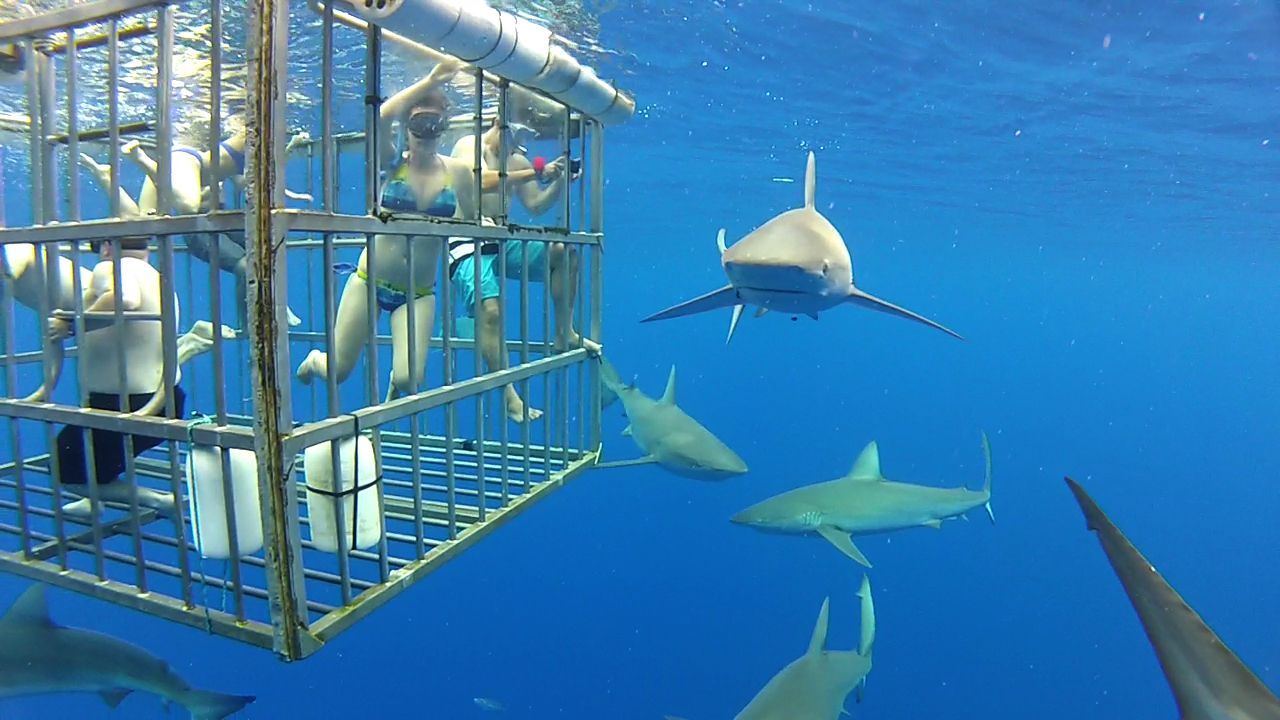
防鲨笼，用于鲨鱼参观
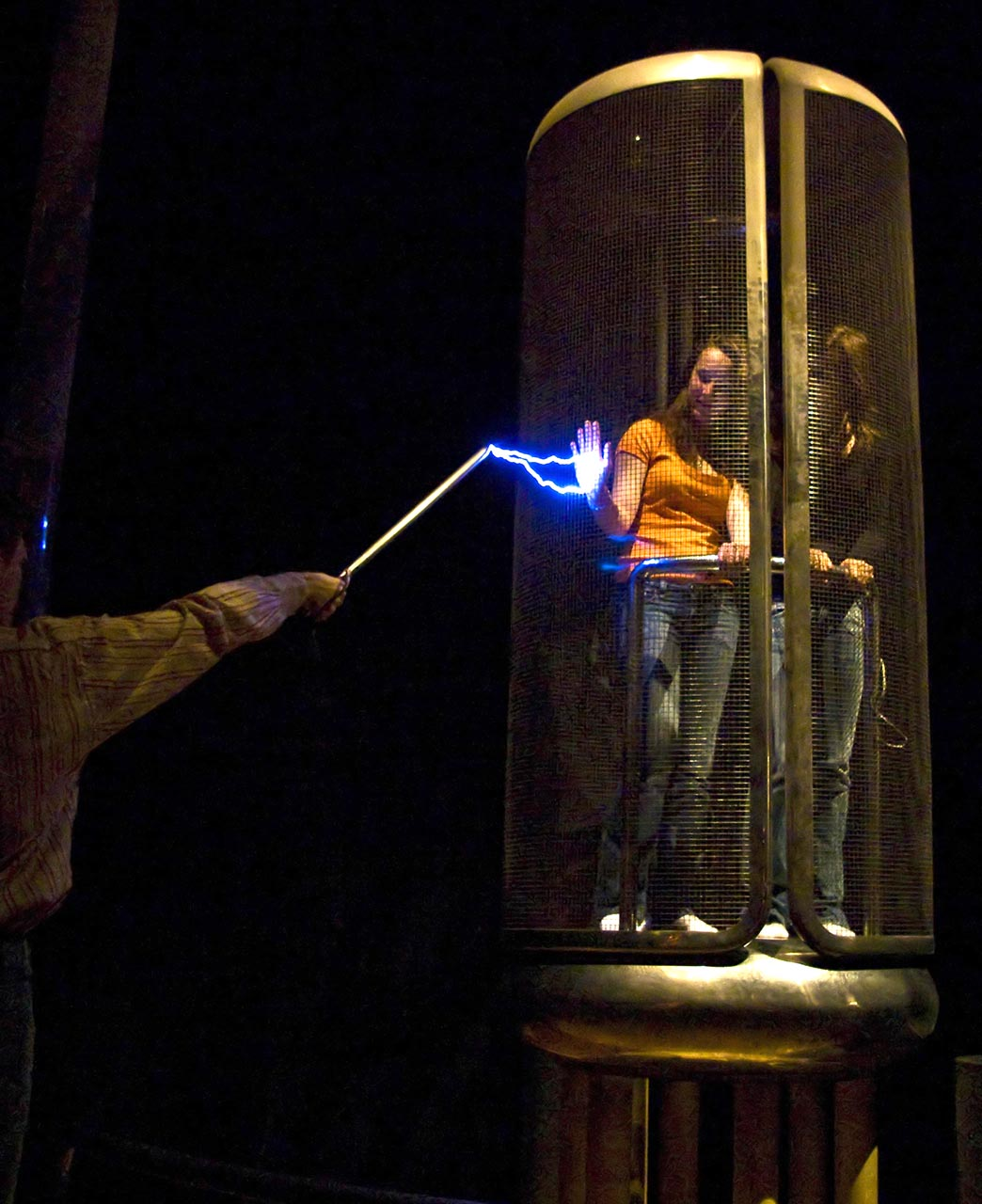
法拉第笼
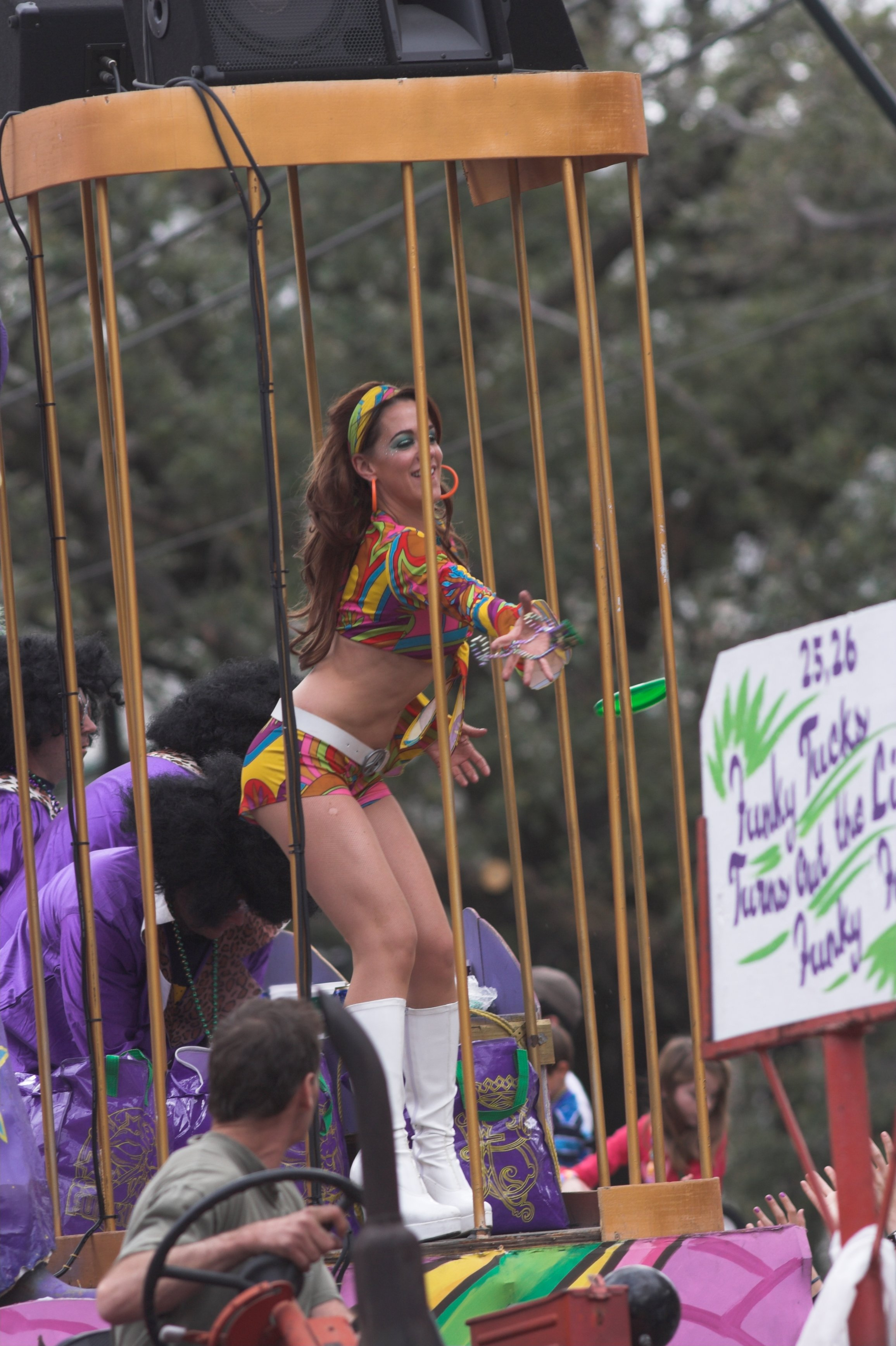
go-go舞的笼子

## 延伸阅读
[在维基数据编辑]
 《欽定古今圖書集成·經濟彙編·考工典·籠部》，出自陈梦雷《古今圖書集成》